# Rittergut Gerbstedt

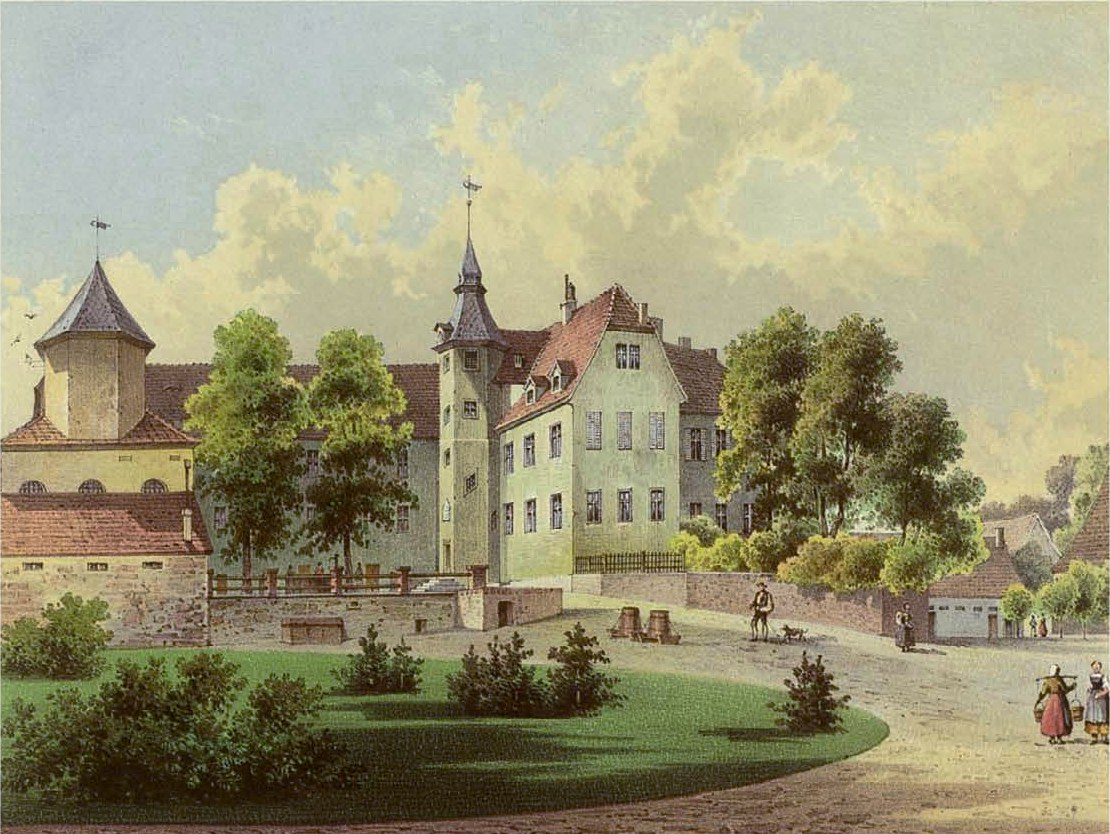
Rittergut Gerbstedt um 1871/73, Sammlung Alexander Duncker

Das Rittergut Gerbstedt (Steubensches Rittergut) ist ein Landgut in Gerbstedt in Sachsen-Anhalt.

## Geschichte
Die urkundliche Belehnung an das Geschlecht von Steuben geht auf das 15. Jahrhundert zurück: Nach 1442 übernahmen Bernd oder sein Sohn Hartwig Steube den Besitz zusammen mit der Bauernschaft Ribbesdorf nördlich von Gerbstedt als Lehn von den Grafen Volker und Gebhard von Mansfeld (seit 1400 bestand ein verbrieftes Anwartschaftsrecht, das genaue Datum der Erstbelehnung ist nicht überliefert).
Mit Bernd von Steuben beginnt die Gerbstedter Linie, sie endet 1605 mit dem Tod des letzten Lehnsmannes Christian Ernst von Steuben – der Besitz ging auf die Friedeburger Linie über. 1653 kaufte Martin Christoph von Steuben auch noch Tresewitz hinzu, ein Vorwerk des Klosters Gerbstedt. Dennoch gelang es nicht, den zuletzt hochverschuldeten Besitz vor dem drohenden Zwangsverkauf zu bewahren. Zeugnis von den Steubens in Gerbstedt gab eine Inschrift über dem Eingang:
Mein Lieb, mein Leben, Ehr und Gut,

Auch Seele, Herz, Sinn und Muth,

Hält mein getreuer Gott in Hut,

Darub mir Feind kein Schaden thut.
Heinrich von Steuben. Dorothea von Weddingen. 1573

## 18. bis 20. Jahrhundert
Am 10. September 1720 wurde das Anwesen zunächst an die Königlich-Preußische Verwaltung verpfändet, drei Jahre später konnte auch eine Anleihe von 20.000 Thalern den endgültigen Verlust nicht mehr verhindern: 1738 kaufte Soldatenkönig Friedrich Wilhelm I. das Rittergut mit den dazugehörigen Ländereien für 42.775 Thaler von der Familie von Steuben, übernahm von der Familie von Plotho auch den benachbarten Klosterhof und vereinigte beide Besitzungen unter dem neuen Namen „Amt Gerbstedt“ zum Amtssitz für seinen jüngsten Sohn Prinz Ferdinand von Preußen.
Bis zum Jahre 1810 blieb das Amt Gerbstedt im Eigentum des preußischen Prinzen, dann kaufte es der Oberamtmann Johann Friedrich Neumann. Er vererbte den Besitz an seinen Sohn Friedrich Wilhelm von Neumann, der als Königlich-preußischer Legationsrat in den Adelsstand erhoben wurde und später Mitglied des Preußischen Herrenhauses war. Um 1890 lebten im Gutsbezirk Gerbstedt 30 Einwohner. Durch die Hochzeit seiner Tochter kam das Anwesen später in den Besitz der Grafen von der Schulenburg. Mathilde von Neumann (1887–1949), Fideikommissherrin auf Gerbstedt, heiratete 1909 in Berlin den Gutsbesitzer Hans-Joachim von der Schulenburg (1880–1924), auf Propstei Salzwedel. Mathilde von der Schulenburg war 1922 Eigentümerin von 213 ha. 1945 wurde die Familie enteignet. Letzter Gerbstedt Gutsbesitzer, mit weiterem besitz in Beetzendorf, war Job Werner von der Schulenburg (1909–1998), später Träger des Bundesverdienstkreuzes.

## Gegenwart

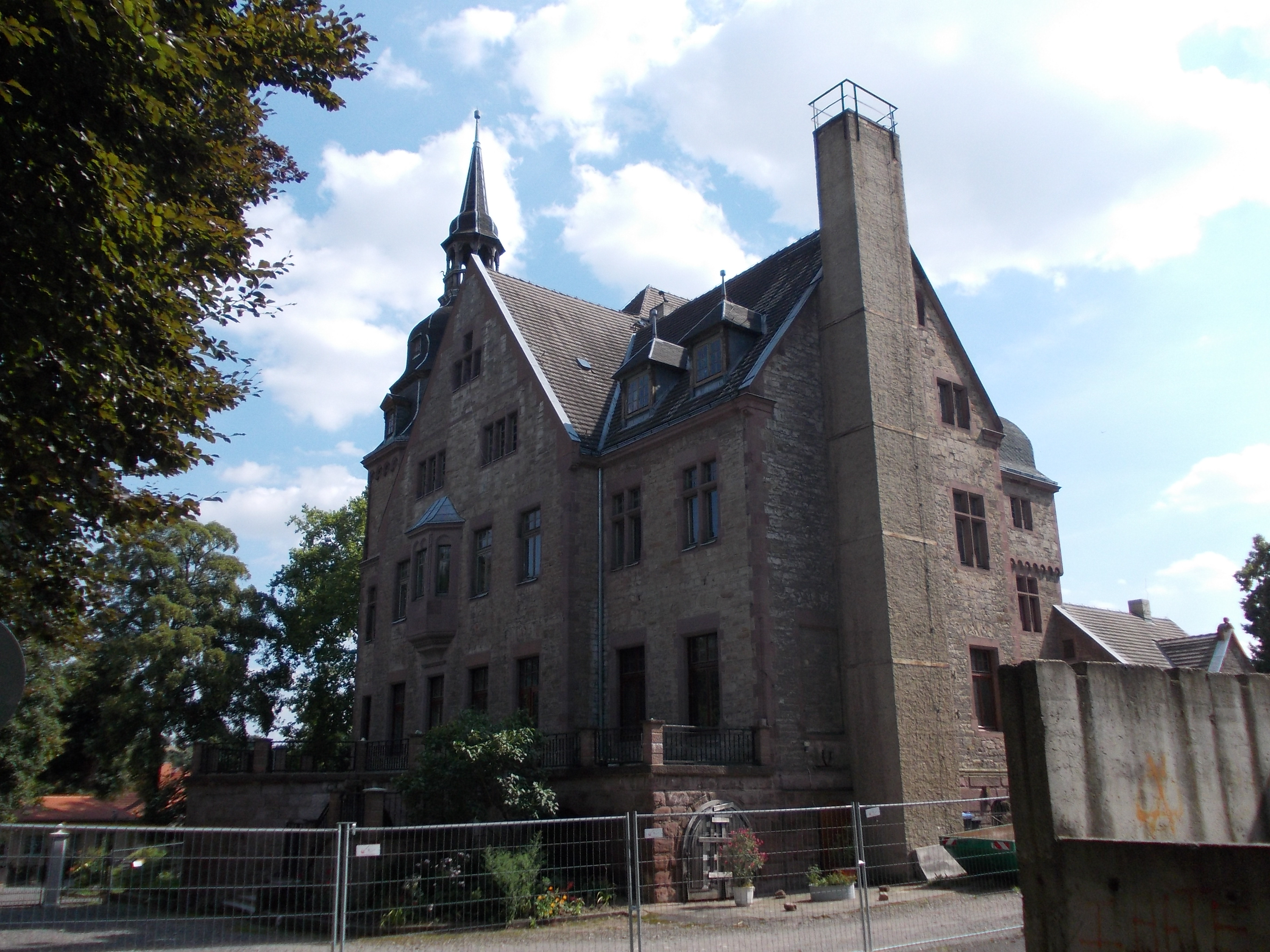
Schloss Gerbstedt, 2013

Erhalten sind in Stein geschlagene Wappen der Familien von Steuben und von Quitzow (Christoph und Metilla von Quitzow, 1596) am Turm des Rittergutes Gerbstedt. Ebenso eine Steinplatte über dem Eingang zum Wohnhaus, in der unter dem Steubenschen Wappenspruch „sub tutela altissimi semper“ drei Wappen mit den Namen Catharina Hedwig von Wrisberg, Christoph Otto Steube und Augusta Maria von der Asseburg aufgeführt sind.
Text der Inschrift:
Gott wie du hast Bescherdt wovon dis Haus erbaut so sey es deinem Schutz nun Ferner

anvertraut, Wend allen unfall ab laß reichen Segen hören und gib daß ders besitzt dich

Dankbarlich mög ehren
ANNO MDCLXXIIIII (Jahreszahl 1675)